# Gianni Bruno
Pour les articles homonymes, voir Bruno.
Gianni Bruno, né le 19 août 1991 à Rocourt (Liège) en Belgique, est un footballeur belgo-italien qui joue au poste d'attaquant, le plus souvent en tant qu'avant-centre à l'Iğdır FK (en).

## Biographie

### En club

#### Jeunesse et formation
Originaire de Liège, Gianni Bruno joue dès l'âge de cinq ans au Royal Football Club de Liège avant de passer à neuf ans au Standard de Liège où il fréquente les équipes de jeunes pendant sept saisons. Alors âgé de seize ans, il rentre dans le centre de formation du Lille Olympique Sporting Club en 2007. Il y côtoie notamment Lucas Digne, Arnaud Souquet et Eden Hazard. Il fait partie successivement des différentes équipes de jeunes du club, avant de jouer l'équipe réserve qui évolue en championnat de France amateur.
À l'issue de la saison 2010-2011, l'équipe première est championne de France et, selon l'analyse de Gianni Bruno, les dirigeants du club ne souhaitent alors plus mettre l'accent sur l'intégration des jeunes du club au groupe professionnel. Ils font entendre à Gianni Bruno qu'il ne sera pas conservé, et celui-ci effectue des essais au Havre Athletic Club et à l'En avant de Guingamp. Cependant, à cette époque, Claude Fichaux, l'adjoint de Rudi Garcia, entraîneur de l'équipe première du LOSC, assiste régulièrement aux matchs de l'équipe réserve. Il repère alors Gianni Bruno et lui permet de rester au club ainsi que de signer un contrat professionnel d'un an avec son club formateur.

#### Débuts réussis au LOSC Lille (2012-2014)
Gianni Bruno fait ses débuts professionnels sous les couleurs du LOSC le 11 janvier 2012 en rentrant en cours de jeu à la 76e minute à la place de Dimitri Payet lors d'une défaite deux buts ç un contre l'Olympique lyonnais en Coupe de la Ligue. Quatre jours plus tard, il fait ses débuts en Ligue 1 contre l'Olympique de Marseille lors de la défaite deux à zéro de son équipe.
Il marque son premier but professionnel le 21 janvier 2012 en inscrivant le but de la victoire contre l'AFC Compiègne en seizièmes de finale de Coupe de France. Il marque son premier but en championnat le 15 avril suivant, lors d'une victoire quatre buts à un contre l'AC Ajaccio. En fin de contrat en juin 2012, il signe une prolongation de contrat de trois ans.
Le 20 novembre 2012, il marque son premier but en Ligue des champions face au Bate Borisov lors de la victoire deux buts à zéro du Lille OSC.
En juillet 2013, Gianni Bruno est prêté par le LOSC au Sporting Club de Bastia. Il y porte le numéro 9. Il inscrit son premier but sous les couleurs corse lors d'une victoire deux buts à zéro contre le Valenciennes FC. Au total, il marque huit buts en trente-trois matchs avec le club corse.

#### L'impasse à Évian Thonon Gaillard FC (2014-2016)
Quatrième choix pour René Girard derrière Salomon Kalou, Nolan Roux et Divock Origi, Gianni est séduit par le discours de Pascal Dupraz et par les installations du club savoyard où il signe pour quatre ans le 30 juillet 2014,. Il y retrouve notamment Clarck N'Sikulu avec qui il a été formé.
Le 15 janvier 2015, il est prêté au FC Lorient jusqu'au terme de la saison. Il inscrit son premier et seul but sous le maillot breton le 28 février 2015 face à son ancien club, le SC Bastia. Titulaire à seulement trois reprises pour neuf entrées en jeu, l'option d'achat de 1M€ adossée à son prêt n'est pas levée à l'issue de la saison. À la suite de la relégation d'Evian en Ligue 2 et en dépit de ses trois ans de contrat, il annonce vouloir retourner en Belgique, estimant que le club savoyard ne lui correspond pas. Lors de la reprise de la saison 2015-2016, il fait finalement toujours partie de l'effectif, désormais entrainé par Safet Sušić, et débute même en tant que titulaire les premières rencontres de championnat.
De retour à l'ETG, il prend part à quarante-trois rencontres et marque à six reprises mais vois le club être relégué en Ligue 2 lors de la saison 2015-2016.

#### Nouveaux projets en Russie (2016-2017)
Alors qu'il a participé à 21 rencontres de championnat, pour 4 réalisations, il quitte le 4 février 2016 la Savoie pour la Russie et le Krylia Sovetov Samara, entrainé par son compatriote Francky Vercauteren. L'ETG en proie à des difficultés financières, son prêt est renouvelé l'été suivant, le club russe prenant en charge l'intégralité de son salaire.

#### Débuts professionnels en Belgique (2017-2023)
Le 3 juillet 2017, Gianni Bruno rejoint ensuite le Cercle Bruges KSV alors en deuxième division. Il a signé un contrat d'une saison. Lors de sa première saison, il a contribué à la remontée des Brugeois avec trois buts en championnat et signe un nouveau contrat pour une année supplémentaire. Ce contrat expirant en juin 2019, il quitte le Cercle sur un transfert gratuit.
Le SV Zulte Waregem recrute le joueur gratuitement pour une durée de contrat de trois saisons le 24 juillet 2019 jusqu'à l'été 2022. Sous l'entraîneur Francky Dury, l'attaquant trouve souvent le chemin du but. Après deux bonnes saisons et 32 buts inscrits, il est transféré à La Gantoise à l'été 2021 pour trois saisons.
Lors de sa première saison à Gand, Bruno n'est pas un joueur du onze de base et ne joue que 16 matches dont 8 en championnat de Belgique. Le 9 décembre 2021, il a marqué le seul but d'un match de poule inutile de la Conference League contre Flora Talinn.
En raison d'un manque de temps de jeu, Bruno est prêté pour une saison au club de première division de Saint-Trond VV à l'été 2022. Parmi les Canaris, il réussit de nouveau à retrouver rapidement le chemin des filets en plantant 18 buts à l'issue de la phase régulière du championnat (troisième meilleur buteur) et 2 buts en coupe de Belgique.

#### Exil en Turquie (depuis 2013)
Revenu à La Gantoise après son prêt d'une saison au Saint-Trond VV, le club flandrien ne désire pas le conserver et il est transféré le 14 août 2023 pour 300 000 euros au club de division 2 turque d'Eyüpspor.
Libre de tout contrat, il s'engage lors du mercato hivernal 2024-2025 avec l'Iğdır FK (en) jusqu'en juin 2026.

## Statistiques

### En club
| Saison                | Club                         | Championnat           | Championnat | Championnat | Championnat | Coupe nationale | Coupe nationale | Coupe nationale | Coupe de la Ligue | Coupe de la Ligue | Coupe de la Ligue | Compétition(s) continentale(s) | Compétition(s) continentale(s) | Compétition(s) continentale(s) | Compétition(s) continentale(s) | Autres compétitions | Autres compétitions | Autres compétitions | Autres compétitions | Total | Total | Total |
| Saison                | Club                         | Division              | M.          | B.          | P.d.        | M.              | B.              | P.d.            | M.                | B.                | P.d.              | Comp.                          | M.                             | B.                             | P.d.                           | Comp.               | M.                  | B.                  | P.d.                | M.    | B.    | P.d.  |
| 2011-2012             | LOSC Lille                   | Ligue 1               | 10          | 1           | 0           | 2               | 1               | 0               | 1                 | 0                 | 0                 | -                              | -                              | -                              | -                              | -                   | -                   | -                   | -                   | 13    | 2     | 0     |
| 2012-2013             | LOSC Lille                   | Ligue 1               | 13          | 0           | 0           | 1               | 0               | 0               | 2                 | 1                 | 0                 | C1                             | 2                              | 1                              | 0                              | -                   | -                   | -                   | -                   | 18    | 2     | 0     |
| Sous-total            | Sous-total                   | Sous-total            | 23          | 1           | 0           | 3               | 1               | 0               | 3                 | 1                 | 0                 | -                              | 2                              | 1                              | 0                              | -                   | -                   | -                   | -                   | 31    | 4     | 0     |
| 2013-2014             | SC Bastia (prêt)             | Ligue 1               | 31          | 8           | 2           | 2               | 0               | 0               | -                 | -                 | -                 | -                              | -                              | -                              | -                              | -                   | -                   | -                   | -                   | 33    | 8     | 2     |
| 2014-2015             | FC Lorient (prêt)            | Ligue 1               | 12          | 1           | 0           | -               | -               | -               | -                 | -                 | -                 | -                              | -                              | -                              | -                              | -                   | -                   | -                   | -                   | 12    | 1     | 0     |
| 2014-2015             | Évian Thonon Gaillard        | Ligue 1               | 17          | 1           | 1           | -               | -               | -               | 1                 | 0                 | 0                 | -                              | -                              | -                              | -                              | -                   | -                   | -                   | -                   | 18    | 1     | 1     |
| 2015-2016             | Évian Thonon Gaillard        | Ligue 2               | 21          | 4           | 0           | 2               | 1               | 0               | 2                 | 0                 | 0                 | -                              | -                              | -                              | -                              | -                   | -                   | -                   | -                   | 25    | 5     | 0     |
| Sous-total            | Sous-total                   | Sous-total            | 38          | 5           | 1           | 2               | 1               | 0               | 3                 | 0                 | 0                 | -                              | -                              | -                              | -                              | -                   | -                   | -                   | -                   | 43    | 6     | 1     |
| 2015-2016             | Krylia Sovetov Samara (prêt) | Premier-Liga          | 11          | 2           | 0           | -               | -               | -               | -                 | -                 | -                 | -                              | -                              | -                              | -                              | -                   | -                   | -                   | -                   | 11    | 2     | 0     |
| 2016-2017             | Krylia Sovetov Samara (prêt) | Premier-Liga          | 17          | 5           | 3           | -               | -               | -               | -                 | -                 | -                 | -                              | -                              | -                              | -                              | -                   | -                   | -                   | -                   | 17    | 5     | 3     |
| Sous-total            | Sous-total                   | Sous-total            | 28          | 7           | 3           | -               | -               | -               | -                 | -                 | -                 | -                              | -                              | -                              | -                              | -                   | -                   | -                   | -                   | 28    | 7     | 3     |
| 2017-2018             | Cercle Bruges KSV            | Division 1B           | 12          | 3           | 1           | 2               | 0               | 0               | -                 | -                 | -                 | -                              | -                              | -                              | -                              | BT                  | -                   | -                   | -                   | 14    | 3     | 1     |
| 2018-2019             | Cercle Bruges KSV            | Division 1A           | 24          | 8           | 3           | 1               | 0               | 0               | -                 | -                 | -                 | -                              | -                              | -                              | -                              | PO2                 | 10                  | 5                   | 1                   | 35    | 13    | 4     |
| Sous-total            | Sous-total                   | Sous-total            | 36          | 11          | 4           | 3               | 0               | 0               | -                 | -                 | -                 | -                              | -                              | -                              | -                              | -                   | 10                  | 5                   | 1                   | 49    | 16    | 5     |
| 2019-2020             | SV Zulte Waregem             | Division 1A           | 27          | 9           | 2           | 5               | 3               | 0               | -                 | -                 | -                 | -                              | -                              | -                              | -                              | -                   | -                   | -                   | -                   | 32    | 12    | 2     |
| 2020-2021             | SV Zulte Waregem             | Division 1A           | 34          | 20          | 5           | 1               | 0               | 0               | -                 | -                 | -                 | -                              | -                              | -                              | -                              | -                   | -                   | -                   | -                   | 35    | 20    | 5     |
| Sous-total            | Sous-total                   | Sous-total            | 61          | 29          | 7           | 6               | 3               | 0               | -                 | -                 | -                 | -                              | -                              | -                              | -                              | -                   | -                   | -                   | -                   | 67    | 32    | 7     |
| 2021-2022             | KAA La Gantoise              | Division 1A           | 8           | 0           | 0           | 2               | 0               | 0               | -                 | -                 | -                 | C4                             | 5                              | 2                              | 0                              | PO2                 | 1                   | 0                   | 0                   | 16    | 2     | 0     |
| 2022-2023             | Saint-Trond VV (prêt)        | Division 1A           | 30          | 18          | 2           | 3               | 2               | 0               | -                 | -                 | -                 | -                              | -                              | -                              | -                              | -                   | -                   | -                   | -                   | 33    | 20    | 2     |
| 2023-2024             | Eyüpspor                     | 1. Lig                | 33          | 17          | 5           | 1               | 0               | 0               | -                 | -                 | -                 | -                              | -                              | -                              | -                              | -                   | -                   | -                   | -                   | 34    | 17    | 5     |
| 2024-2025             | Eyüpspor                     | SüperLig              | 13          | 1           | 1           | 1               | 3               | 0               | -                 | -                 | -                 | -                              | -                              | -                              | -                              | -                   | -                   | -                   | -                   | 14    | 4     | 1     |
| Sous-total            | Sous-total                   | Sous-total            | 46          | 18          | 6           | 2               | 3               | 0               | -                 | -                 | -                 | -                              | -                              | -                              | -                              | -                   | -                   | -                   | -                   | 48    | 21    | 6     |
| 2024-2025             | Iğdır FK (en)                | 1. Lig                | 17          | 10          | 2           | -               | -               | -               | -                 | -                 | -                 | -                              | -                              | -                              | -                              | -                   | -                   | -                   | -                   | 17    | 10    | 2     |
| 2025-2026             | Iğdır FK (en)                | 1. Lig                | 2           | 4           | 0           | -               | -               | -               | -                 | -                 | -                 | -                              | -                              | -                              | -                              | -                   | -                   | -                   | -                   | 2     | 4     | 0     |
| Sous-total            | Sous-total                   | Sous-total            | 19          | 14          | 2           | -               | -               | -               | -                 | -                 | -                 | -                              | -                              | -                              | -                              | -                   | -                   | -                   | -                   | 19    | 14    | 2     |
| Total sur la carrière | Total sur la carrière        | Total sur la carrière | 332         | 112         | 27          | 23              | 10              | 0               | 6                 | 1                 | 0                 | -                              | 7                              | 3                              | 0                              | -                   | 11                  | 5                   | 1                   | 379   | 131   | 28    |

## Palmarès

### En club
|  |  | Cercle Bruges KSV - Championnat de Belgique de deuxième division (1) : - Champion : 2018 |  | Eyüpspor - Championnat de Turquie de deuxième division (1) : - Champion : 2024 |

### Distinctions individuelles
Sous les couleurs de Eyüpspor, il est meilleur buteur de deuxième division turque en 2024 avec 17 buts.